# Le Régourdou
Le Régourdou ist eine Höhle mit Artefakten des Mittelpaläolithikums bei Montignac-Lascaux im französischen Département Dordogne. Bekannt wurde die Höhle durch den Fund eines in einer Grabstätte beigesetzten Neandertalers.

## Lage
Le Régourdou ist nur rund 500 Meter von der berühmten Höhle Lascaux entfernt. Der Eingang zur Höhle liegt unweit des kleinen Weilers Le Régourdou, gelegen auf den Anhöhen oberhalb des Vézère, etwa 2 Kilometer südöstlich der Kleinstadt Montignac.
Die eigentliche Fundstätte liegt unter einem riesigen Abri, dessen Dach eingestürzt war und die archäologisch relevanten Schichten unter sich begraben hatte.
Neben der Fundstätte befindet sich jetzt ein kleines Museum.
Am gegenüberliegenden Hang kann eine weitere Höhle besichtigt werden – La Balutie, besiedelt vom Aurignacien bis zum Magdalénien.

## Geschichte
Die Höhle Le Régourdou wurde im September 1957 von Roger Constant entdeckt, der in der Nähe seines Gehöfts auf der Suche nach dem natürlichen Eingang zur Höhle von Lascaux war. Die Höhle wurde danach zwei Archäologen – Eugène Bonifay und B. Vandermeersch – zur weiteren Untersuchung anvertraut. Die beiden führten zwischen 1961 und 1965 Grabungen durch, in deren Verlauf sie Artefaktenreste aus dem Moustérien des Quina-Typs bergen konnten, charakterisiert durch Schaber mit schuppiger Retuschierung.

## Funde

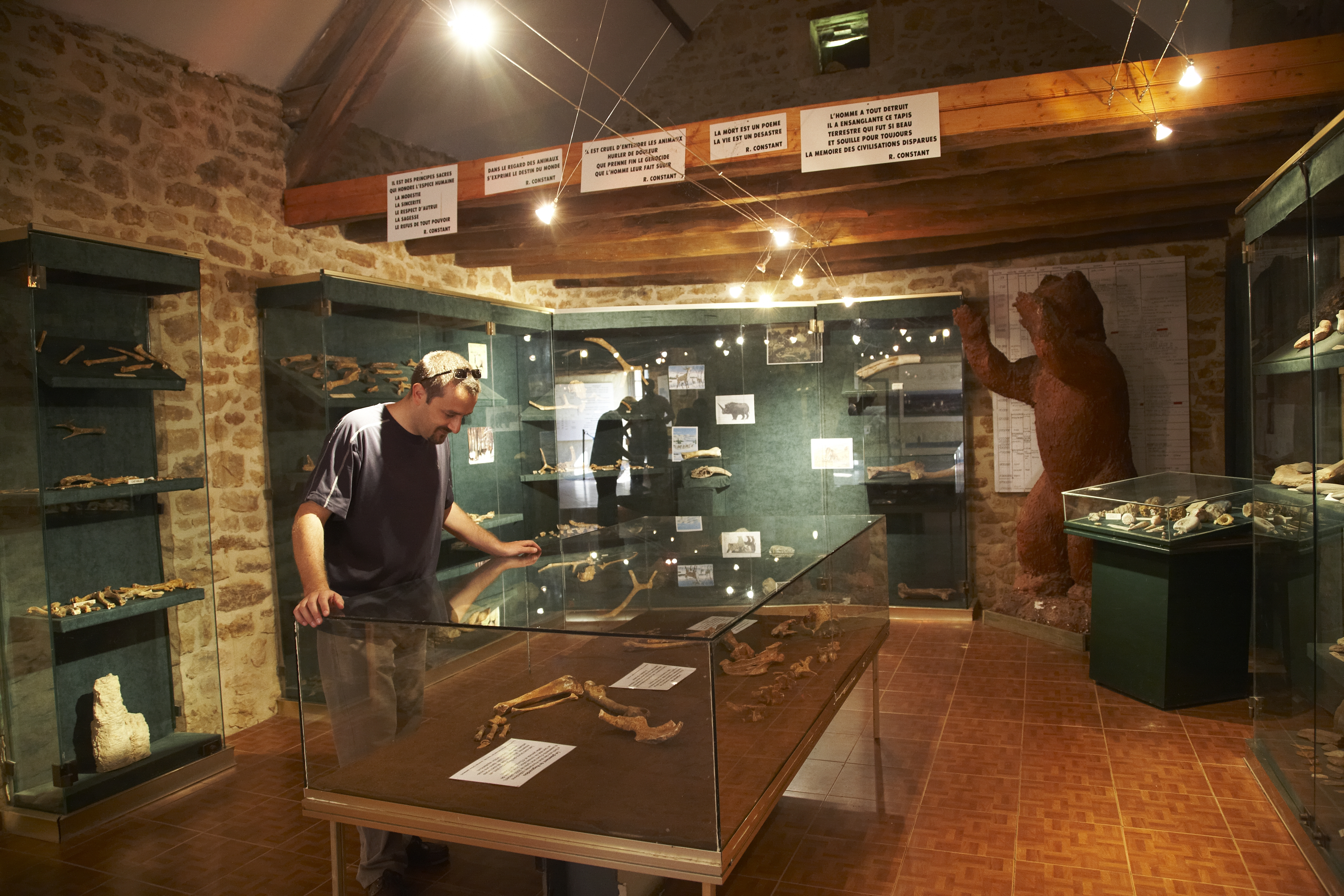
Ausstellung mit den in Le Régourdou entdeckten Fundstücken

Im Fortgang der Grabungen stießen Bonifay und Vandermeersch dann auf die Grabstätte eines Neandertalers. Das Skelett (wissenschaftlich benannt als Regourdou 1 oder R1) lag in einem seichten Graben, der sorgfältig mit Steinplatten abgedeckt worden war und auf einer Seite von einer kleinen Natursteinmauer begrenzt wurde. Das Skelett war auf die linke Seite gedreht, die Knie unter das Kinn gezogen und die Hände an den Kopf geführt. Der Kopf lag Richtung Norden. Der Rumpf war unter einer ziemlich großen Platte beigesetzt worden, kleinere Platten und Sand bedeckten den Rest des Grabmals. Später war auf dem entstandenen Grabhügel ein Feuer entfacht worden.
Vom Skelett sind sehr viele Knochen erhalten geblieben, darunter das Brustbein. Vom Schädel ist leider nur noch der rechte Unterkiefer vorhanden, der jedoch durch seine Robustheit besticht. Der Unterkiefer besitzt sämtliche Zähne, die nur wenig abgenutzt sind.
Neben dem Neandertalergrab befinden sich mehrere Gräben, teilweise ebenfalls mit Mauerresten und Steinplatten versehen. In ihnen lagen Knochen und Schädel von Braunbären. Ein ziemlich großer, 1,50 Meter langer Graben, gleichfalls ummauert und mit einer mächtigen Steinplatte abgedeckt, enthielt Knochen- und Schädelreste derselben Tierart.
Dieser etwas rätselhafte Fund deutet eventuell auf einen rituellen Bärenkult beim Neandertaler. In dieselbe Richtung zielende Funde wurden auch in Höhlen in der Schweiz und in Italien gemacht. Die Herstellung einer rituellen Verbindung von Bär und Mensch wird aber nicht von allen Forschern befürwortet. Möglicherweise handelt es hier auch um rein taphonomische Phänomene im Zusammenhang mit in der Höhle überwinternden Bären.

## Alter
Anhand der Artefakte aus dem Moustérien kann der Höhle von Le Régourdou ein ungefähres Alter von 70000 Jahren BP (Würm II) zugewiesen werden.